# Winnie the Pooh y el árbol de miel
Winnie the Pooh y el árbol de la miel es un mediometraje animado estadounidense de 1966 basado en los primeros dos capítulos del libro Winnie-the-Pooh, de A. A. Milne. La película fue producida por Walt Disney Productions. Sus canciones fueron escritas por los Hermanos Sherman (Richard M. Sherman y Robert B. Sherman) y la partitura fue compuesta y dirigida por Buddy Baker.
La cinta fue mostrada con el largometraje de imagen real The Ugly Dachshund, y luego se incluyó como un segmento en la película recopilatoria de 1977 The Many Adventures of Winnie the Pooh.

## Trama
Winnie the Pooh es presentado como un oso que vive en el Bosque de los Cien Acre. Después de hacer sus ejercicios, se decepciona que se ha quedado sin miel. Oye pasar a una abeja por y decide escalar un árbol de miel cercano, pero cuando llega a la colmena, una rama en la que está sentando se rompe, lo que hace que se caiga y aterrice en un arbusto de tojo. El mejor amigo de Pooh, Christopher Robin, le da a Pooh un globo y hace todo lo posible para engañar a las abejas disfrazándose como una pequeña nube de lluvia negra rodando en un charco fangoso y flotando hasta el nido de las abejas. Sin mirar, saca un poco de miel cubierta de abejas y se las come con la miel. Vuelan dentro de su boca y las escupe. Una de las abejas es la reina que Pooh arroja el charco fangoso. Ahora las otras abejas se han dado cuenta de lo que está sucediendo y salen volando para encontrarse con él mientras su disfraz comienza a gotear, revelando que en realidad es un oso. La abeja de reina ve esto y furiosamente vuela y le pica en el trasero. El golpe repentino le hace oscilar hacia adelante y hacia atrás y atascar su trasero en la colmena. La abeja reina descansa en una rama cercana y comienza a reírse sinceramente a expensas de Pooh. Ahora el nervioso Pooh confiesa a Christopher Robin que estos son los tipos de abejas equivocados de abejas, y que son empujados fuera del agujero por ellos que proceden a ahuyentarlo.
Pooh, todavía hambriento, decide visitar la casa de Conejo, ya que Conejo "usa frases cortas y fáciles como ¿qué tal el almuerzo?' y 'sírvete tú mismo, Pooh." Conejo invita a regañadientes a Pooh, donde Pooh se sirve a jarras y tarros de miel. Cuando Pooh ha comido toda la miel en la casa de Conejo, trata de irse, pero es demasiado grande para pasar por la puerta de Conejo. Conejo se da cuenta de que necesitará ayuda para sacar a Pooh, y se va por la puerta de atrás para buscar ayuda de Christopher Robin para ayuda. Búho pasa volando e intenta darle consejos a Pooh, pero luego es interrumpido por Topo, quien afirma que puede usar dinamita expulsar a Pooh del agujero.
A pesar del esfuerzo de Christopher Robin y Conejo para unirse, Pooh no se mueve. Pooh está preocupado de que pueda estar atascado por un tiempo, y mientras lo hace, Conejo decide decorar el trasero de Pooh para que no tenga que enfrentarse a mirarlo por tanto tiempo. Él decora la parte inferior de Pooh en un "trofeo de caza" parecido a un alce. Mientras hace esto, Cangu y Rito visitan a Pooh y le dan flores de madreselva que hacen que Pooh estornude, arruinando el alce de Conejo. Conejo se ve obligado a poner un "No alimentes al oso!" señal después de que Pooh intenta obtener miel de Topo.
Conejo se apoya contra Pooh y lo siente moverse un poco. Mientras tanto, Conejo y Christopher Robin reúnen todas la madera del Bosque de los Cien Acres para sacar a Pooh. Todos menos Conejo tiran de afuera mientras Conejo empuja desde adentro. Conejo empuja a Pooh en un arranque de carrera, y Pooh es lanzado libre desde la puerta Conejo y en el aire mientras los otros caen al suelo, y ven como Pooh dispara al agujero de otro árbol de miel. La pandilla corre detrás de Pooh y lo encuentra atascado en el árbol de cabeza. Christopher Robin le grita que no se preocupe, pero Pooh está felizmente comiendo la miel que llena el interior del árbol y le dice a sus amigos que tomen su tiempo.

## Reparto de voz
- Sterling Holloway como Winnie the Pooh.
- Junius Matthews como Conejo.
- Bruce Reitherman como Christopher Robin.
- Hal Smith como Búho.
- Howard Morris como Topo.
- Clint Howard como Rito.
- Barbara Luddy como Cangu.
- Ralph Wright cuando Ígor.
- Dallas McKennon como Abejas.
- Sebastian Cabot como El Narrador.

## Canciones
- "Winnie the Pooh"
- "Arriba, abajo y tocar la tierra"
- "Rumbly en mi Tumbly"
- "Pequeña nube negra de lluvia"
- "Mente sobre materia"

## Producción
Walt Disney se enteró de los libros de Winnie The Pooh de su hija, Diane. "Papá me oía reír sólo en mi habitación y entraba para ver de qué  reía", recordó más tarde Diane. "Por lo general era el humor suave y caprichoso de las historias de Pooh de A.A. Milne. Las leí una y otra vez, y luego, muchos años después a mis hijos, y ahora a mis nietos." Ya en 1938, Disney expresó su interés en obtener los derechos cinematográficos de los libros de Pooh primero con la agencia literaria Curtis Brown. En junio de 1961, Disney adquirió los derechos de la película. En 1964, Disney le dijo a su equipo de animación que  planeaba hacer una película de largometraje de animación basado en los libros. Se celebró una reunión con altos funcionarios; para discutir la película propuesta, y durante la reunión, Disney decidió no hacer una película, sino un cortometraje que podría adjuntarse a una película de acción real.[3]
Para la primera película, Walt y sus colaboradores recurrieron a los dos primeros capítulos del primer capítulo, "En el que nos presenta a Winnie-el-Pooh y algunas abejas de miel, y las historias comienzan", y "En el que Pooh va a visitar y se mete en un lugar apretado". La escena donde Conejo se ocupa de que Pooh sea parte de la "decoración de su hogar", no se usó en el libro original, y según los informes, Disney la contempló cuando leyó el libro por primera vez. Después de la recepción mixta de Alicia en el País de las Maravillas, entregó el proyecto a los miembros del personal que no mostraban indiferencia con las historias originales. Seleccionó a Wolfgang Reitherman para dirigir el proyecto con la esperanza de americanizar a los personajes e incluir más humor. Reitherman eligió a su hijo, Bruce, para que interpretara a Christopher Robin y el personaje de Topo, que no aparece en las historias originales, se agregó al elenco. Debido a que los animadores de Nueve Hombres Viejos estaban trabajando en El libro de la selva, solo Eric Larson y John Lounsbery fueron asignados para animar los personajes. Otros animadores de personajes como Hal King, John Sibley y Eric Cleworth fueron incorporados al proyecto.

## Lanzamiento
La película fue lanzada el 4 de febrero de 1966, como un complemento de la película de imagen real de Disney The Ugly Dachshund. Más tarde se incluiría como un segmento en The Many Adventures of Winnie the Pooh, que incluían los otros dos largometrajes de Pooh, lanzados el 11 de marzo de 1977.
La película tuvo su estreno en la televisión el 10 de marzo de 1970, como especial en la cadena de televisión NBC. El especial fue patrocinado por Sears, quién era proveedor exclusivo de mercadería de Pooh.

## Recepción
El corto inicialmente recibió una recepción mixta. Howard Thompson de The New York Times dijo que los "técnicos de Disney responsables de esta cautivadora miniatura ha tenido la sabiduría de sumergirse directamente en las páginas de Milne, del mismo modo en que Pooh aprieta la miel...El sabor se combina con algunas melodías agradables". En cambio, al crítico inglés Felix Baxter la cinta no le gustó. E. H. Shepard calificó al cortometraje como una parodia. Se dice que a la viuda de A.A. Milne, Daphne, le gustó.[8]